# 赵保镇
赵保乡，是中华人民共和国河南省洛陽市宜阳县下辖的一个乡镇级行政单位。

## 行政区划
赵保乡下辖以下地区：
东赵村、南窑村、史庄村、马河村、西赵村、坡底村、杨庄村、油路口村、龙王庙村、于沟村、二道沟村、温庄村、赵庄村、三王庄村、十字岭村、铁佛寺村、田沟村、单村和郭凹村。